# 三野馬甘
三野 馬甘（みの の うまかい、生没年不詳）は、奈良時代の貴族。名は馬養とも。姓は真人。子に石守がいる。

## 概要
三野真人は敏達天皇裔である路真人の一族。
馬甘は藤原仲麻呂の乱で活躍し、その功により天平宝字8年（764年）10月正六位上から従五位下に昇叙された。